# 白海风

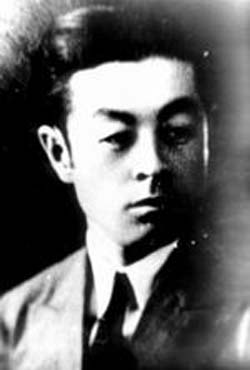
1930年代的白海风

白海风（1902年—1956年9月8日），蒙古名为都固仁仓，原名白雁秋，字锦岚，曾用名柏凤亭，蒙古族，热河省卓索图盟喀喇沁右旗（今辽宁省建平县）人。中华民国及中华人民共和国军事人物。

## 生平
生于一个蒙古族农民家庭。本旗高级小学毕业。1923年，白海风在热河师范学校就读。1923年冬入北平蒙藏学校，由热河地区最早的共产党员陈镜湖、韩麟符及于舫舟介绍加入中国共产党。是中共北方区委发展的最早一批蒙古族共产党员之一。1924年2月在天津由直隶省出席国民党一大代表韩麟符、陈镜湖介绍加入国民党。由直隶省出席国民党一大代表王法勤、于兰渚、李永声（均为）推荐投考黄埔军校。1924年5月到广州，入黄埔军校第一期第二队学习。参加了北伐军第一次东征。毕业后入冯玉祥部工作，任国民革命军连长。1925年，回内蒙古开展工作。1926年，奉派留学莫斯科东方劳动者共产主义大学。1927年8月，在蒙古人民共和国乌兰巴托参加了“内蒙古人民革命党乌兰巴托特别会议”，当选为内蒙古人民革命党中央常委。被指定组建内蒙古人民革命青年团，任团中央委员长。1928年6月，在莫斯科参加了中国共产党第六次全国代表大会，是与会的唯一一位内蒙古正式代表。此为内蒙古籍中国共产党党员以及蒙古族中国共产党党员首次参加中国共产党全国代表大会。1930年冬，自莫斯科东方劳动者共产主义大学毕业。1931年1月，白海风奉命回国，在热、察、绥等地从事地下情报工作。1933年在北平被捕，押在宪兵三团，因无证据而释放。1933年，经党组织同意，他到南京黄埔军校毕业生登记处登记，被分配到北平军分会工作，任军分会上校参事，以此公开身份继续从事地下工作。派赴百灵庙参加德王的蒙古地方自治政务委员会工作。
九一八事变后，日本推行“满蒙政策”。热河省沦陷后，察绥地区处在危亡中。1935年德王投日。黄埔军校的蒙古族毕业生云继先（第五期）、朱实夫（第四期）、云蔚（第九期）等，在中共西蒙工委书记云泽等的推动下，于1936年2月21日晚，率领百灵庙蒙政会保安队1000多名爱国官兵，发动了百灵庙暴动，宣布脱离蒙政会，反对德王投日，绥远省主席傅作义借此将暴动队伍收编为“蒙旗保安总队”。为了将这支蒙古族抗日武装掌握在中共手中，乌兰夫等决定，白海风以黄埔一期生的身份，向国民政府军政部自荐重组这支队伍。1936年11月，军政部任命白海风为蒙旗保安总队少将总队长，收容、整顿和重组蒙旗保安总队，将其重组为900余人的以蒙古族青年为主体的部队。乌兰夫、纪松龄、朱实夫、奎璧、李森、孟纯等一大批大革命时期入党的中共党员以及抗战初期入党的赵俊臣、克力更、纪明德、云蔚、云飞杨、齐希古等活跃在这支部队中，使得共产党组织在这支队伍中有着核心影响力。1937年9月，蒙旗保安总队奉命退守固阳。部队改编为蒙旗独立混成旅，下设两个团，一个炮兵营，白海风任旅长。1937年10月，蒙旗独立旅参加了归绥战斗，在城南大黑河及南茶坊一带，与日军黑石旅团和三个伪蒙古师激战一天一夜，后转移到包头。部队由昭君坟渡黄河，取道伊盟的达拉特旗，转抵哈拉寨整编。当日军由河曲、保德偷渡时，与八路军在府谷一带抗击日军。1938年春，该部队到达陕北的神木县，改番号为蒙旗独立旅，队伍扩大到近两千人。白海风赴武汉向国民政府军政部汇报，归途中于1938年4月到延安，向中共中央汇报工作，与先期到达的乌兰夫一起在1938年5月受到毛泽东的接见。毛泽东指示他们从抗日民族统一战线的大局出发，保障部队原来的面貌，以巩固与扩大全蒙抗日团结及蒙汉抗日力量。中共中央对蒙古混成旅有专门的工作指标和目标，并成立了相应的不公开的工作机构。作为秘密党员，白海风不参加该部党组织的活动，但对乌兰夫等人在部队开展思想政治工作等活动给予了种种保护。
1938年夏，蒙旗独立旅改编为国民革命军陆军新编第三师（简称“新三师”），白海风任师长，朱实夫任副师长。不久，白海风率新三师入伊克昭盟。新三师下辖两个步兵团、一个骑兵团、一个炮兵营。每团下设一个特务连、两个营、四个普通连，若干个排和班，总共不到一千人，军饷由当时的上级供给，吃住由地方群众负担。白海风任师长，乌兰夫任中共地下党务委员会书记、政治部代理主任。乌兰夫按照八路军的建制建立了完整的政治工作系统，团设政治主任，营连都设了政治干部，且政工干部基本上都是共产党员，加强和充实了新三师的地下党委。1938年11月，中央决定建立中共伊盟工委，乌兰夫任委员。
- 师部驻通格朗区。
- 第一团团长纪松林（中共党员）。部队驻鄂托克旗木凯淖尔镇桃力民村一带，团部驻在桃力民村积极抗日的大户越兆仁家院内，该团特务连长是云北西，指导员是李成林（寒峰）。桃力民抗日委员会的工作。该委员会的组成人员有：地方大户白官厚、杭素青，后来还有新三师专派人员薛向晨、奇节古、陈兴宇（克力更）、武殿才、杜如新、谭振平，李春提等人参加。新三师在伊盟驻防，同时在桃力民一带兴办文化教育事业，办起了好多的小学，新三师委派辛淑珍（女）、燕子荣等人到桃力民学校任教
- 第二团驻通格朗一带，
- 在杭锦旗后套地区成立补充团，团长朱实夫（共产党员）。汪振东任补充团团副，杭锦旗有黄玉海、乌力吉、朝克图、鄂其尔巴图、苏世龙在补充团二连当兵，由新三师以边疆少数民族学生的身份保送到四川成都中央陆军军官学校受训二年。

1940年夏，伪军十八团千余人马，在日本指挥官的指挥下，向张来顺营子阵地发动进攻。白海风指挥部队，采取迂回包抄战术，打垮了伪军的进攻，日本指挥官被击毙，取得了黄河守卫战的胜利。1940年，新三师被要求开往甘肃整训。白海风接到秘密逮捕乌兰夫的命令，将命令告诉乌兰夫，乌兰夫和已经暴露身份的共产党员撤回延安。
1941年夏，新三师奉命开赴甘肃省整训。先至海原县，转至靖远。从1941年，白海风失去了同中共党组织的联系。1942年新三师被改编为骑兵新编第七师，白海风任师长。抗战胜利后蒋介石下令该师西开甘肃张掖。1945年秋，该部并入骑兵第九师，白海风仍任师长。1946年初夏，白海风部奉命开回绥远。行军途中，先头部队已过宁夏北部的石嘴山，复接蒋介石急电，在甘肃靖远停止待命，白海风部只好折回甘肃。1946年秋，该部改为整编骑兵第二旅，任旅长。此后，中国国民党先后任其为中国国民党第六届中央候补执行委员、国民大会代表，但白海风均未赴任。1947年春，该旅开往固原。1947年夏初，宁夏马鸿逵、青海马步芳一部分部队和白海风旅，向陇东解放区进攻。1947年5月30日，西北野战兵团出击陇东战役，新编第四旅向悦乐的整编骑兵第二旅第三团进攻；生俘整编骑兵第二旅少将副旅长陈应泉、第三团上校团长汪韬，白海风带着残部回到固原，旋开静宁整编。此时，白海风以腿疾复发，电蒋介石请求辞职，未获批准。1947年冬，该旅开陕西，与解放军第二次接触，亦被击溃。1948年初，范汉杰任冀热辽边区总司令，白海风被任命为该部副总司令。辽沈战役时，白海风未到前线，去了南京。以后，蒋介石委任德穆楚克鲁普（简称德王）为内蒙古军总司令，白海风又被任命为该部副总司令。
1949年7月，白海风和地下党员陈应权、卞绶若赴阿拉善旗参与西蒙自治活动（德王在阿拉善召开的内蒙古各盟旗代表会议）。任“蒙古自治政府委员会”委员，兼“保安委员会”副委员长，“实业署”署长。在会上他强调，蒙古人应认清敌友和大局。德王出逃后，9月23日，和达理扎雅、巴文峻等人通电起义，使阿拉善旗和平解放。
中华人民共和国成立后，白海风历任西北军政委员会委员、西北军政委员会经济委员会委员、西北军政委员会民族事务委员会委员、西北军政委员会农林部副部长、西北民族学院副院长等职。白海风还曾经当选为全国政协第二届委员。1955年，他当选内蒙古政协第一届常委。
1956年，白海风病逝，享年54岁。